# Datana integerrima
Datana integerrima ist ein in Nord- und Mittelamerika vorkommender Schmetterling (Nachtfalter) aus der Familie der Zahnspinner (Notodontidae).

## Merkmale

### Falter
Die Falter erreichen eine Flügelspannweite von 35 bis 55 Millimetern. Weibchen sind in der Regel größer als Männchen. Die Farbe der Vorderflügeloberseite variiert von rötlich grau über rötlich braun bis zu hellbraun und zeigt vier dünne dunkelbraune Querlinien. Das Feld zwischen den beiden innersten Querlinien ist zumeist etwas verdunkelt. Ein dunkler Diskoidalfleck ist oft nur schwach angedeutet. Die Hinterflügeloberseite ist zeichnungslos hellgrau bis hell rötlich braun. Auffällig ist die dichte rotbraune Behaarung des Kopf- und Thoraxbereichs.

### Raupe
Junge Raupen sind zunächst rotbraun gefärbt und nahezu unbehaart. Mit zunehmender Entwicklung nehmen sie eine dunkelgraue bis schwarze Farbe an und bilden eine immer dichter werdende weißliche Behaarung aus. Die Haare enthalten keine giftigen Substanzen, können jedoch bei Berührung die menschliche Haut reizen und zu Juckreiz oder einem leichten Ausschlag führen. Die Kopfkapsel ist glänzend schwarz. Die Raupen leben dicht gedrängt in nestartigen Anhäufungen an Baumstämmen oder Ästen und bleiben zur Nahrungsaufnahme in Gruppen beieinander. Sie werden zuweilen von Schlupfwespen (Ichneumonidae) befallen.

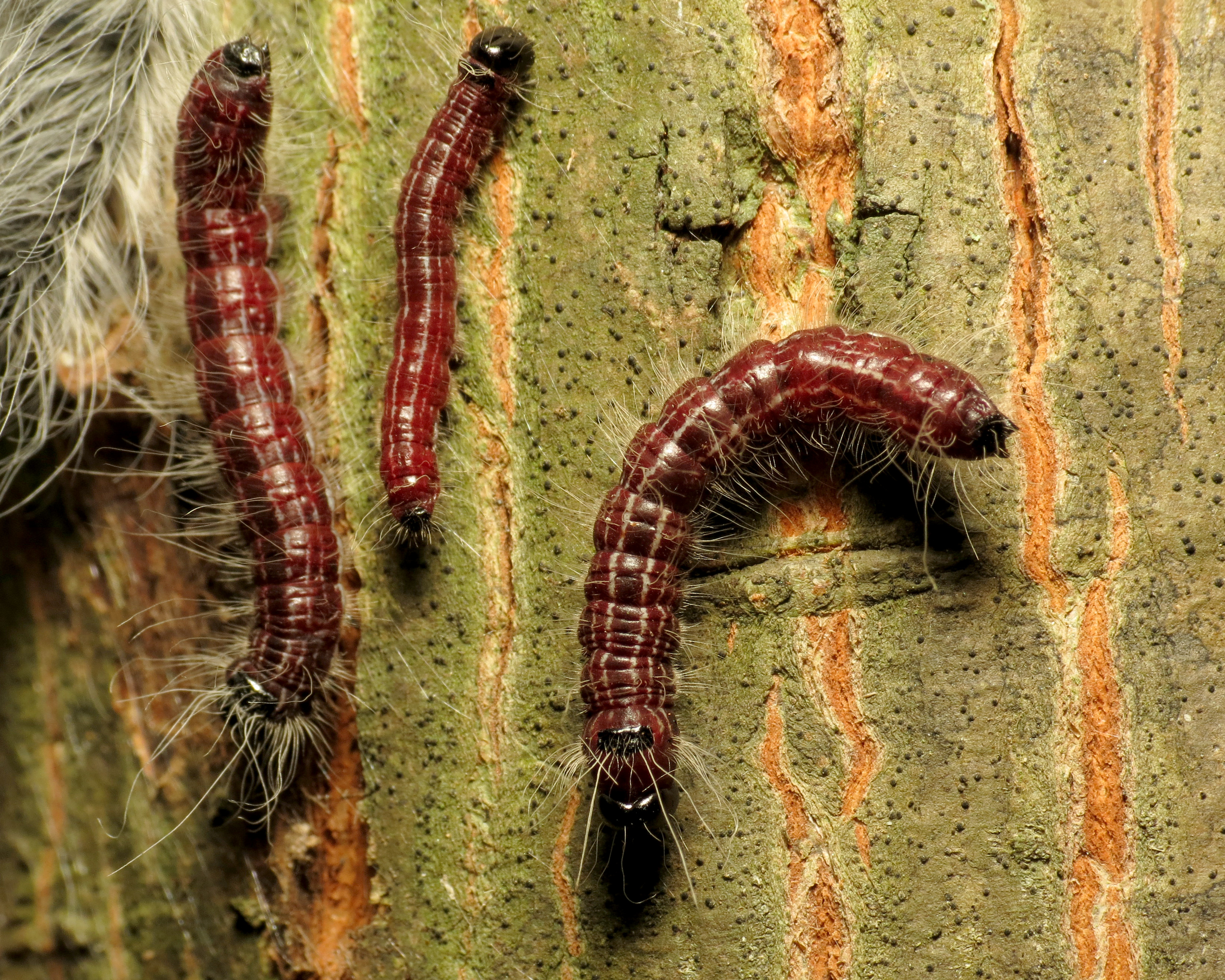
Junge Raupen
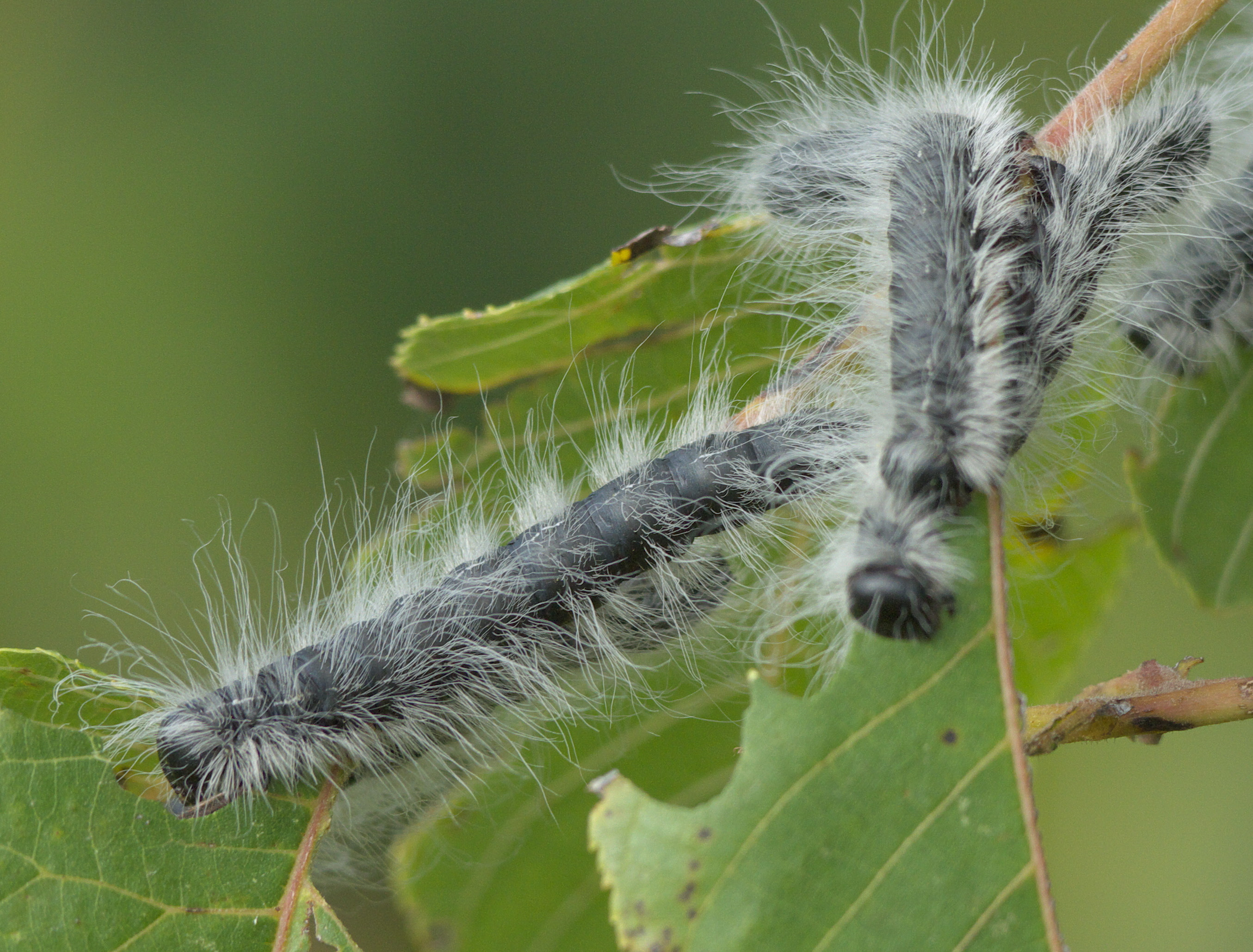
Halberwachsene Raupen
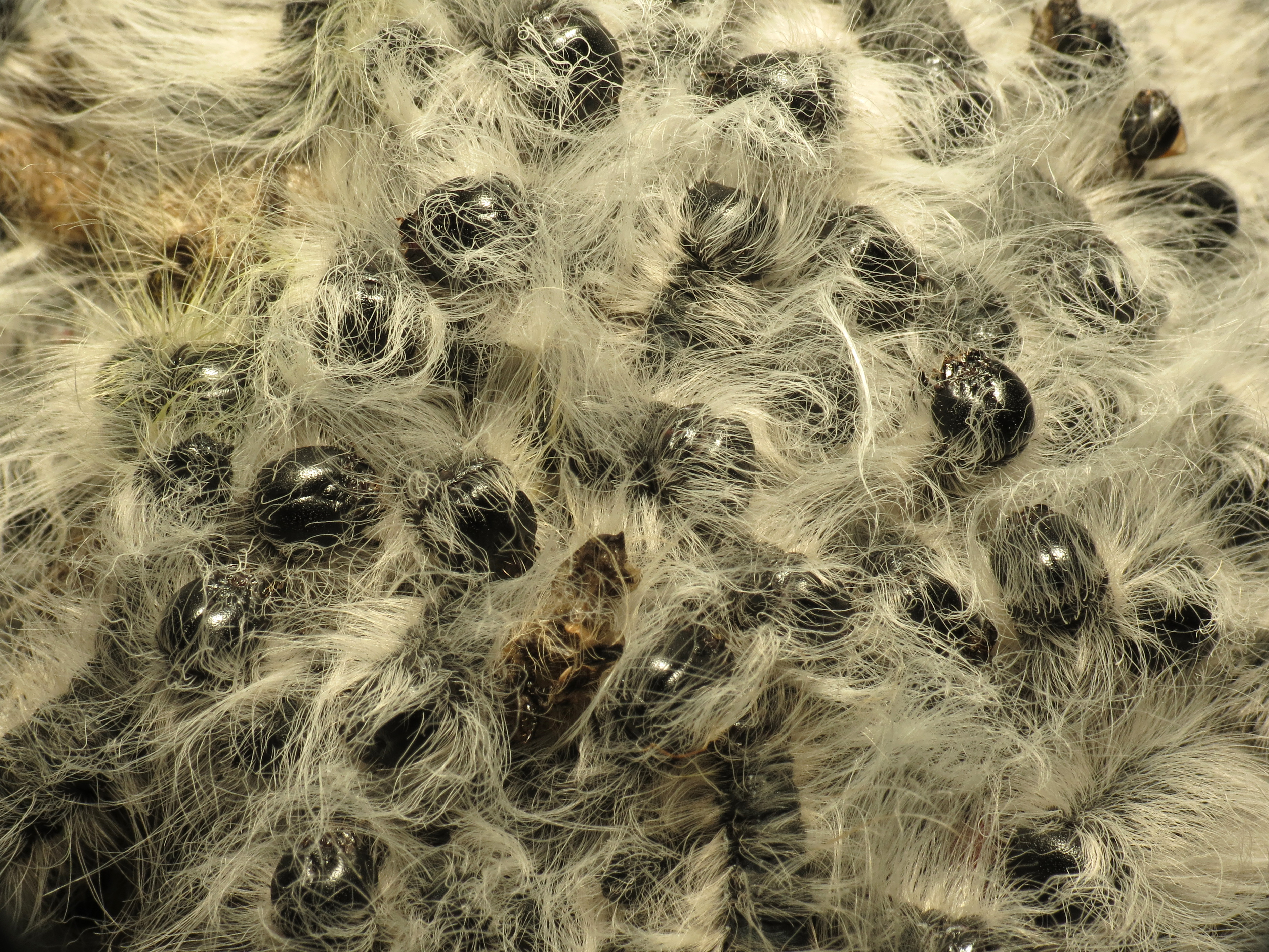
Ausgewachsene Raupen
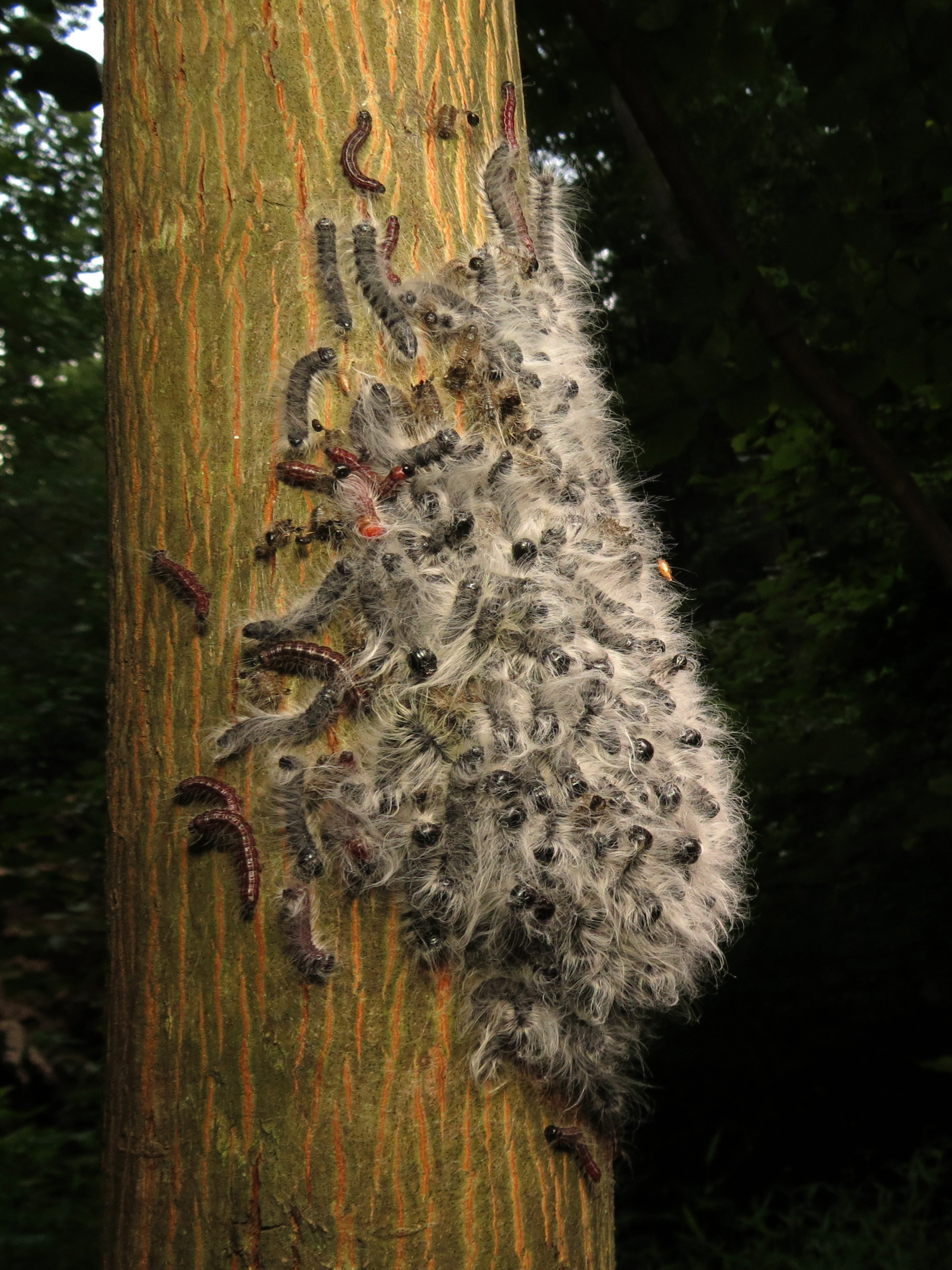
Raupennest
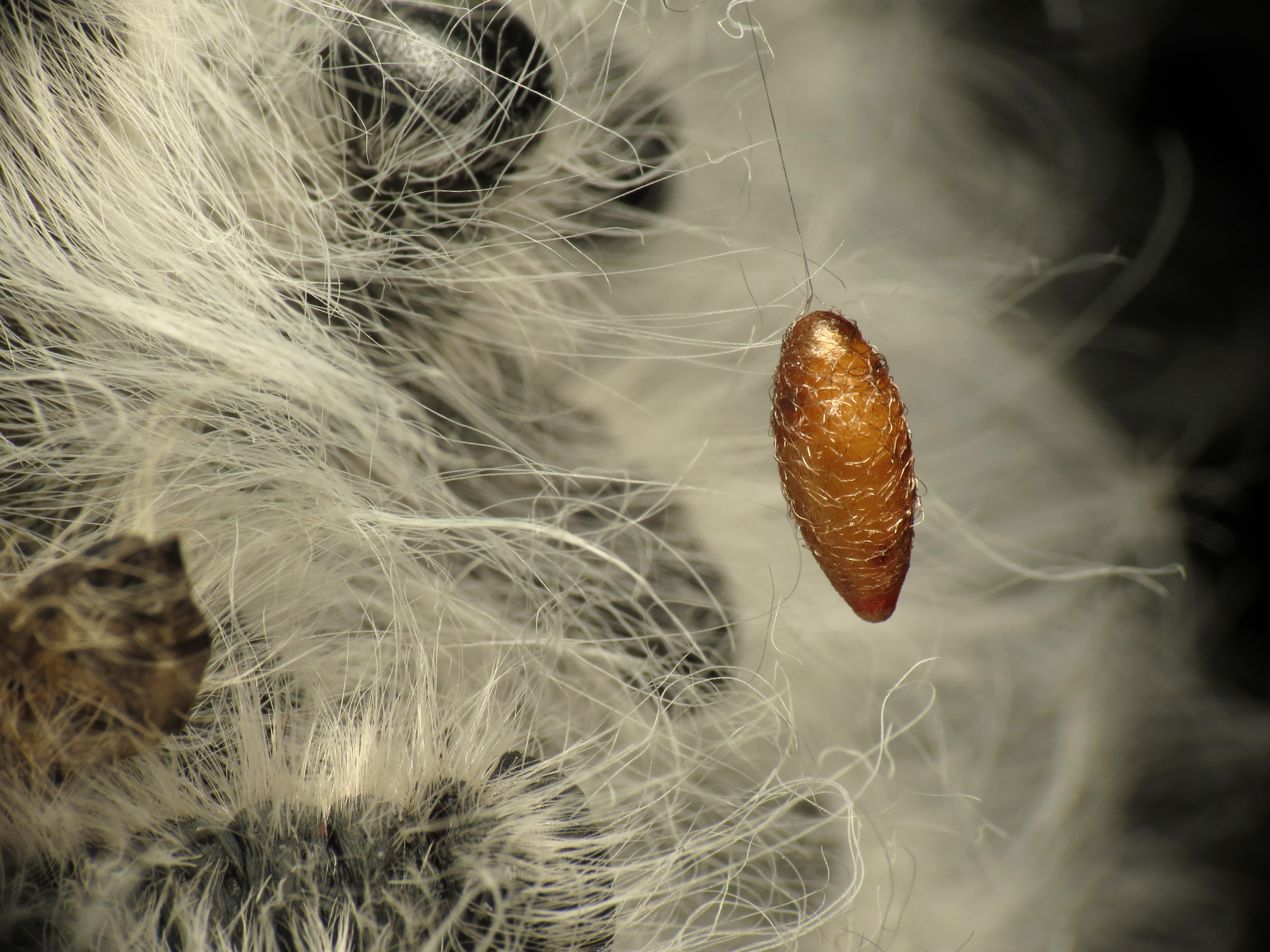
Schlupfwespenpuppe im Raupennest

### Ähnliche Arten
Während sich die Falter von Datana ministra und Datana major durch eine fünfte Querlinie und ein etwas dunkleres sowie von Datana perspicua durch ein helleres Gesamterscheinungsbild nur geringfügig von Datana integerrima unterscheiden, sind die Raupen der genannten Arten leicht zu unterscheiden, die bei den ähnlichen Arten auffallend gelbe Zeichnungselemente aufweisen.

## Verbreitung und Lebensraum
Datana integerrima kommt im Südosten Kanadas, in den östlichen, südöstlichen und einigen zentralen Regionen der USA sowie im Norden Mexikos verbreitet bis lokal vor. In Arizona ist sie durch die Unterart Datana integerrima cochise vertreten. Die Art besiedelt in erster Linie Laubwälder.

## Lebensweise
Die nachtaktiven Falter sind zwischen Mai und November anzutreffen. Im Norden bilden sie eine, in der Mitte zwei und in den südlichen Verbreitungsgebieten bis zu drei Generationen im Jahr. Sie besuchen künstliche Lichtquellen. Die Eier sind weiß und werden in großer Anzahl (bis zu mehreren hundert) an der Unterseite von Blättern der Nahrungspflanze abgelegt. Die Raupen ernähren sich von den Blättern verschiedener Walnussgewächse (Juglandaceae). Bei Massenauftreten sind sie in der Lage, die Bäume zu entlauben und die Vitalität, den Ertrag und die Nussqualität der Bäume stark zu beeinträchtigen. Je früher der Baum befallen wird, desto größer ist der Schaden für den Baum. Bäume können zwei oder drei aufeinanderfolgende Jahre starker Entlaubung überstehen, bei längerem Befall sterben sie jedoch ab. Die Raupen werden von vielen Arten von Parasiten, insbesondere von Schlupfwespen sowie von verschiedenen Krankheiten befallen. Dadurch wird zuweilen die Anzahl der Raupen niedrig gehalten. Das Bakterium (Bacteria) Bacillus thuringiensis wird zur Biologischen Schädlingsbekämpfung gelegentlich erfolgreich eingesetzt. Solange die Raupen klein sind, werden ihre Nester zuweilen auch durch Quetschen oder Verbrennen bekämpft. Die Puppen der letzten Generation überwintern im Erdreich.